# 早指し王位決定戦
早指し王位決定戦（はやざしおういけっていせん）または早指し王位戦とは1954年（第1回）～1959年（第6回）まで開催されていた、産業経済新聞社主催のプロ将棋の公式棋戦。現在の王位戦の前身にあたり、棋聖戦の源流でもある。
前身は、1951年（第1回）から1953年（第3回）まで行われたトーナメント方式の産経杯争奪トーナメント戦である。1954年にタイトル戦方式（挑戦者決定戦を勝ち抜いた者が王位に挑戦する方式）の早指し王位戦に改変。早指し王位は「準タイトル戦」と銘打たれており、名人・九段・王将の三大タイトル戦とは区別されていたが、1960年にブロック紙3社連合が主催に加わって規模が拡大されたことで4つめのタイトル戦である王位戦に格上げとなった。その後、1962年に産経新聞社は王位戦から離脱して新たに棋聖戦を創設したことで、早指し王位戦は棋聖戦の源流としても位置付けられている。

## 産経杯争奪トーナメント戦
産経杯は1951年度に創設され、1953年度まで実施された。優勝者は名人の大山康晴と記念対局を行なった。なお、第3回には名人の大山康晴が出場して優勝したため、記念対局は行わなかった。

### 産経杯歴代優勝者
| 回 | 年度 | 優勝者（段位・称号等は当時） |
| -- | ---- | ---------------------------- |
| 1  | 1951 | 坂口允彦八段                 |
| 2  | 1952 | 本間爽悦七段                 |
| 3  | 1953 | 大山康晴名人                 |

## 早指し王位戦・歴代三番勝負
| - 番勝負 - ○●は王位から見た勝敗、千は千日手、持は持将棋。赤色の対局者が勝者。 |

| 期 | 開催年度 | 前期王位 | 勝敗 | 挑戦者     |
| -- | -------- | -------- | ---- | ---------- |
| 1  | 1954     | 大山康晴 | ●○○  | 花村元司   |
| 2  | 1955     | 大山康晴 | ○○   | 大野源一   |
| 3  | 1956     | 大山康晴 | ●○○  | 花村元司   |
| 4  | 1957     | 大山康晴 | ○○   | 大友昇     |
| 5  | 1958     | 大山康晴 | ○●●  | 灘蓮照     |
| 6  | 1959     | 灘蓮照   | ●○●  | 加藤一二三 |